# Internetwork Packet Exchange
Internetwork Packet Exchange (IPX) là lớp mạng giao thức trong bộ giao thức IPX/SPX. IPX có nguồn gốc từ IDP của Xerox Network Systems. Nó cũng có thể hoạt động như một giao thức tầng giao vận.
Bộ giao thức IPX / SPX rất phổ biến từ cuối những năm 1980 đến giữa những năm 1990 vì nó được sử dụng bởi hệ điều hành mạng Novell NetWare. Vì sự phổ biến của Novell NetWare, IPX đã trở thành một giao thức liên kết mạng nổi bật.
Một lợi thế lớn của IPX là dung lượng bộ nhớ nhỏ của trình điều khiển IPX, điều này rất quan trọng đối với DOS và Windows cho đến phiên bản Windows 95 do kích thước hạn chế của bộ nhớ thông thường. Một ưu điểm IPX khác là cấu hình dễ dàng của các máy khách. Tuy nhiên, IPX không mở rộng tốt cho các mạng lớn như Internet, và do đó, việc sử dụng IPX giảm khi sự bùng nổ của Internet khiến TCP / IP gần như phổ biến. Máy tính và mạng có thể chạy nhiều giao thức mạng, vì vậy hầu như tất cả các trang web IPX cũng sẽ chạy TCP / IP để cho phép kết nối Internet. Cũng có thể chạy các sản phẩm Novell sau mà không cần IPX, với sự bắt đầu hỗ trợ đầy đủ cho cả IPX và TCP / IP của NetWare phiên bản 5  vào cuối năm 1998.

## Miêu tả
Một lợi thế lớn của giao thức IPX là ít hoặc không cần cấu hình. Vào thời điểm các giao thức cho cấu hình máy chủ động không tồn tại và giao thức BOOTP để gán địa chỉ tập trung không phổ biến, mạng IPX có thể được cấu hình gần như tự động. Một máy khách sử dụng địa chỉ MAC của card mạng của nó làm địa chỉ nút và tìm hiểu những gì nó cần biết về cấu trúc liên kết mạng từ các máy chủ hoặc bộ định tuyến - các tuyến được truyền bởi Giao thức thông tin định tuyến, dịch vụ bởi Giao thức quảng cáo dịch vụ.
Một quản trị viên mạng IPX nhỏ chỉ phải quan tâm
- gán tất cả các máy chủ trong cùng một mạng cùng một số mạng
- để gán các số mạng khác nhau cho các định dạng khung khác nhau trong cùng một mạng
- để gán các số mạng khác nhau cho các giao diện khác nhau của máy chủ có nhiều thẻ mạng (máy chủ Novell NetWare có nhiều thẻ mạng hoạt động tự động như một bộ định tuyến)
- để gán các số mạng khác nhau cho các máy chủ trong các mạng được kết nối khác nhau
- để bắt đầu xử lý bộ định tuyến trên các nút có nhiều card mạng trong các mạng phức tạp hơn